# Сельское поселение «Деревня Большие Савки»
Сельское поселение «Деревня Большие Савки» — муниципальное образование в составе Кировского района Калужской области России.
Центр — деревня Большие Савки.

## Население
| 2010 | 2012 | 2013 | 2014 | 2015 | 2016 | 2017 |
| ---- | ---- | ---- | ---- | ---- | ---- | ---- |
| 778  | ↗782 | ↗792 | ↗803 | ↗817 | ↗858 | ↗867 |
| 2018 | 2019 | 2020 | 2021 |      |      |      |
| ↘848 | ↘847 | ↘816 | ↘710 |      |      |      |

## Состав
В поселение входят 6 населённых мест:
- деревня Большие Савки
- деревня Барсуки
- поселок Засецкий
- деревня Кузнецы
- деревня Малые Савки
- поселок Шубартовка